# Empire of the Sun
Az Empire of the Sun egy 2007-ben alapított ausztrál rock együttes Sydneyből.

## Diszkográfia
- Walking on a Dream  (2008)
- Ice on the Dune  (2013)
- Ask That God (2024)

## Fordítás
- Ez a szócikk részben vagy egészben  az   Empire of the Sun (band) című angol Wikipédia-szócikk fordításán alapul.  Az eredeti cikk szerkesztőit annak laptörténete sorolja fel. Ez a jelzés csupán a megfogalmazás eredetét és a szerzői jogokat jelzi, nem szolgál a cikkben szereplő információk forrásmegjelöléseként.